# Escatrón
Escatrón là một đô thị ở tỉnh Zaragoza, Aragon, Tây Ban Nha. Theo điều tra dân số 2004 của Viện thống kê Tây Ban Nha (INE), đô thị này có dân số là 1.160 người. Diện tích đô thị này là 95 ki-lô-mét vuông. Đô thị này nằm ở độ cao 140 m trên mực nước biển.